# Zahodna Frizija (regija)
Zahodna Frizija (nizozemsko West-Friesland, zahodnofrizijsko West-Fryslân) je sodobna regija na severozahodu Nizozemske v provinci Severna Holandija.

## Zgodovina
Reka Vlie (imenovana tudi Fli) je podaljšek IJssela, kraka reke Ren. Reka deli severno Nizozemsko na dva dela, zahodni in vzhodni del. V enajstem stoletju so močne padavine povzročile, da je reka poplavila velike dele zemlje. Nastal je zaliv Zuiderzee (prej so ga rimski avtorji imenovali jezero Lacus Flevo), ki ločuje Zahodno Frizijo od sodobne province Friesland . V srednjem veku je območje Westflinge v Zahodni Friziji postalo otok, ki ga na severu mejita zaliva Medem in Zijpe, na jugu pa različna med seboj povezana jezera (zdaj polderska dežela), ki so bila povezana z Zuiderzeejem. Zaradi tega je bil toponim "Zahodna Frizija" bolj uporabljen za območje Westflinge kot za prvotno Zahodno Frizijo.
Približno 300 let je Zahodna Frizija delovala kot avtonomno območje, saj Zahodni Frizijci niso želeli biti vazali gospodarjev iz Holandije. Grof Floris V. Holandski, je med svojo vladavino poskušal združiti Holandijo in Zahodno Frizijo, kar mu je uspelo s priključitvijo Zahodno Frizijo. Njegov naslednik Janez I. je leta 1297 dosegel končno zmago nad Zahodnimi Frizijci. Zahodna Frizija je tvorila združeno provinco s Holandijo v Nizozemski republiki, čeprav je bila priznana kot avtonomna regija, parlament omenjene province, splošno znane kot Holandije, pa je bil uradno znan kot Stanovi Holandije in Zahodne Frizije. V času Združenih provinc je imela Zahodna Frizija svojo neodvisno Admiraliteto severne četrti. Vsak admiral, ki je služil v okviru te admiraliteta ali dveh drugih holandskih admiralitet ( Amsterdam in Admiraliteta de Maze), je imel naziv admiral Holandije in Zahodne Frizije.
Zahodnofrizijski jezik je izginil iz regije in poznejša zahodnofrizijska narečja zdaj počasi izginjajo. Čeprav so ta narečja podnarečja holandske nizozemščine, je nanje močno vplival zahodnofrizijski substrat v besedišču in slovnici.

### Zgodnjesrednjeveški Vroonen
Prvi prebivalci Alkmaarja, Oudorpa in St. Pancrasa (Sv. Pankraca) so se verjetno naselili vzdolž obalnih visokih grebenov Vroonermeer v 9. stoletju našega štetja. Bolj znano kot Vroonen, je to naselje pozneje preraslo v vas. V poznem 13. stoletju, ko so si Nizozemci pokorili Zahodne Frizijce, so zmagovalci prečkali vas in jo zažgali. Nekaj preživelih prebivalcev je pobegnilo iz regije. Po dolgem času so se ljudje vrnili v Vroonen in zgradili so kapelo. Okoli te cerkve je bila ustanovljena vas St. Pancras [1484]. Vroonermeer je bil leta 1561 izsušen.
Rekultivacija severnoholandskih jezer je bila povsem zasebna poslovna zadeva, namenjena vzpostavitvi novih območij rodovitne zemlje. Investitorji so financirali operacijo in dali v najem svoja nova zemljišča kmetom.

## Geografija
Natančna lokacija Zahodne Frizije ni jasno opredeljena, vendar se domneva, da je obsegala območje severno od namišljene črte skozi Hoorn in Alkmaar. Znotraj te zgodovinske regije je sodobna regija Zahodna Frizija, manjše območje, ki temelji na sistemu nasipov na Westfriese Omringdijk, ki leži v zahodnofrizijskem okrožju ( gouw ) Westflinge .
Območje med rekama Vlie in IJ sestavljajo današnje občine Alkmaar, Amsterdam (Landelijk Noord), Beemster, Bergen, Castricum, Den Helder, Drechterland, Edam-Volendam, Enkhuizen, Heerhugowaard, Heiloo, Hollands Krorn, Hooo Koggenland, Landsmeer, Langedijk, Medemblik, Purmerend, Oostzaan, Opmeer, Schagen, Stede Broec, Texel, Uitgeest, Vlieland, Waterland, Wognum, Wormerland in Zaanstad .

### Občine
Regija obsega okoli 800 km2 (309 sq mi), ki ga začrta Westfriese Omringdijk. Sestavljajo jo naslednje občine:
Večja mesta vključujejo Hoorn (ki je bilo glavno mesto Zahodne Frizije) in Alkmaar.

## Narečje
Tradicionalno narečje regije je zahodnofrizijsko narečje nizozemščine. Sodobna regija je po velikosti in lokaciji podobna zgodovinskemu okrožju ( gouw ) Westflinge, ki je bilo samo del veliko večje zgodovinske regije <b id="mw6Q">Zahodne Frizije</b> .
- Zahodnofrizijska zastava